# Зинин, Александр Кондратьевич
Александр Кондратьевич Зинин (1929—1994) — советский хозяйственный, государственный и политический деятель.

## Биография
Родился в 1929 году. Член КПСС с 1958 года.
Образование высшее (окончил Белорусский государственный университет имени В. И. Ленина)
С 1950 года — на хозяйственной, общественной и политической работе.
- В 1950—1963 гг. — литсотрудник, стилевой редактор, заведующий отделом, ответственный секретарь, заместитель редактора, редактор республиканской газеты «Знамя юности»[1].
- В 1963—1989 гг. — заместитель редактора, главный редактор газеты «Советская Белоруссия»[1].

Избирался депутатом Верховного Совета Белорусской ССР 8-11-го созывов.
Умер в Минске в 1994 году.

## Награды
- Орден Октябрьской Революции (23.07.1987)
- Орден Трудового Красного Знамени (09.09.1971)[2]